# Fissistigma taynguyenense
Fissistigma taynguyenense är en kirimojaväxtart som beskrevs av Nguyên Tiên Bân. Fissistigma taynguyenense ingår i släktet Fissistigma och familjen kirimojaväxter. Inga underarter finns listade i Catalogue of Life.